# 羅漢松蚜
羅漢松蚜（学名：Neophyllaphis podocarpi）为斑蚜科新綿斑蚜屬下的一个种。